# میرسویل (مریلند)
میرسویل (به انگلیسی: Myersville) شهری در ایالت مریلند کشور ایالات متحده آمریکا است که جمعیت آن در سرشماری سال ۲۰۱۰ میلادی، ۱٬۶۲۶ نفر بوده‌است.